# Spanische Rugby-Union-Nationalmannschaft
Die spanische Rugby-Union-Nationalmannschaft (spanisch Selección nacional de rugby de España) ist die Nationalmannschaft Spaniens in der Sportart Rugby Union. Sie repräsentiert das Land bei allen Länderspielen (Test Matches) der Männer. Die Mannschaft trägt den Spitznamen Los Leones („die Löwen“). Die organisatorische Verantwortung trägt der 1923 gegründete Verband Federación Española de Rugby (FER). Vom Weltverband World Rugby wird die spanische Nationalmannschaft in die zweite Stärkeklasse (second tier) eingeteilt. Damit gehört sie zu den stärkeren europäischen Teams außerhalb der Six Nations.
Das erste Test Match fand 1929 gegen Italien statt. Spanien nahm bisher an einer Weltmeisterschaft teil, kam bei der WM 1999 jedoch nicht über die Gruppenphase hinaus. Die Mannschaft errang bei Europameisterschaften bisher keinen Titel und klassierte sich fünfmal auf dem zweiten sowie siebenmal auf dem dritten Platz. Traditionell spielt Spanien in roten Trikots mit blauen Hosen und blauen Socken.

## Organisation
Verantwortlich für die Organisation von Rugby Union in Spanien ist die Federación Española de Rugby (FER). Der Verband wurde 1923 gegründet und trat 1988 dem International Rugby Football Board (IRFB; heute World Rugby) bei. Die Federación Española de Rugby war außerdem im Jahr 1934 Gründungsmitglied des Kontinentalverbandes Fédération internationale de rugby amateur (FIRA, heute Rugby Europe). Von 1934 bis 1941 besaß die Region Katalonien eine eigene Nationalmannschaft, deren Verband ebenfalls der FIRA angehörte.
Die höchste Rugby-Union-Liga in Spanien ist die semiprofessionelle División de Honor de Rugby mit zwölf Mannschaften. Allerdings ziehen es zahlreiche Spieler wegen der besseren finanziellen Möglichkeiten vor, für Vereine in Frankreich oder anderen westeuropäischen Ländern zu spielen. In Spanien tätige Nationalspieler gehören meist der professionellen Mannschaft Castilla y Leon Iberians an, die seit 2021 am Rugby Europe Super Cup teilnimmt. Nur eine Saison lang, von 2009 bis 2010, bestand die Profiliga Superibérica de Rugby.
Neben der eigentlichen Nationalmannschaft ruft die FER weitere Auswahlmannschaften zusammen. Wie andere Rugbynationen verfügt Spanien über eine U-20-Nationalmannschaft, die an den entsprechenden Europa- und Weltmeisterschaften teilnimmt. Hinzu kommt die Siebener-Rugby-Nationalmannschaft. Kinder und Jugendliche werden bereits in der Schule an den Rugbysport herangeführt und je nach Interesse und Talent beginnt dann die Ausbildung. Zu diesem Zweck hat der Verband ein aus mehreren Modulen bestehendes Konzept entwickelt, das von Sportlehrern auf der Grund- und Sekundarstufe angewendet werden kann.

## Geschichte

### Einführung und Verbreitung von Rugby
Wann genau Rugby in Spanien eingeführt wurde, ist unbekannt. Es gilt jedoch als wahrscheinlich, dass hier ansässige Briten den Sport erstmals ausübten. Beispielsweise wird berichtet, dass in der Englischen Schule (Colegio de los Ingleses) in Valladolid von 1875 bis 1887 Spiele stattfanden, deren Regeln jenen von Rugby stark ähnelten. Ende der 1890er Jahre war das Rugbyspiel auch in den Lehrplänen einzelner spanischer Schulen enthalten. Bald jedoch begann sich der Fußball durchzusetzen, der bei den Spaniern aufgrund seiner Eleganz viel mehr Anklang fand. Das als „brutal“ geltende Rugby konnte sich um die Jahrhundertwende vorerst nur in Barcelona und in Teilen des Baskenlandes etablieren, nicht zuletzt wegen der Nähe zu den Rugbyhochburgen im Südwesten Frankreichs. Das erste dokumentierte Rugbyspiel fand im Februar 1901 im Velodrom von Bilbao statt, nachdem der Engländer Stuart Nicholson sich an den Racing Club aus Paris gewandt hatte. Er wollte „einen auffälligen Gegner für ein Turnier mit drei Mannschaften, an dem auch Einwanderer aus Barcelona teilnehmen sollten“. Zur Auswahl Barcelonas gehörte unter anderem der Schweizer Hans Gamper, der Gründer des FC Barcelona. Jahrelang blieb Rugby in Spanien allerdings eine weitgehend unbekannte Nischensportart und es fanden nur sporadisch Spiele mit überwiegend ausländischer Beteiligung statt.
Während des Ersten Weltkrieges verschwand das Interesse an Rugby in Spanien vorübergehend. Dies änderte sich im April 1921, als der Verein US Perpignan die französische Meisterschaft für sich entschied. Die katalanisch-nationalistische Zeitung La Veu de Catalunya feierte diesen Erfolg überschwänglich als patriotischen Triumph, da die Stadt Perpignan (katalanisch Perpinyà) in der Region Nordkatalonien liegt und somit fast alle Spieler Katalanen gewesen seien. Kurz darauf kehrte Baldiri Aleu Torres, der in Toulouse sein Studium der Tiermedizin abgeschlossen und dort den Rugbysport kennengelernt hatte, in seine Heimatstadt Sant Boi de Llobregat (einen Vorort von Barcelona) zurück. Dort gründete er die Unió Esportiva Santboiana, den ersten Rugbyverein Spaniens. Mit Unterstützung des französischen Rugbyverbandes, zu dem am Rande des Olympisches Kongresses in Lausanne Kontakte geknüpft worden waren, verbreitete sich der Rugbysport zunächst rasch in Katalonien und bald auch in anderen Regionen. Bereits am 13. April 1922 erfolgte die Gründung des nationalen Verbandes Federación Española de Rugby (FER) und 1923 gewann Santboiana die erste spanische Meisterschaft. Das erste Spiel in der Hauptstadt Madrid fand am 20. Mai 1923 im Stadium Metropolitano vor 10.000 Zuschauern (darunter König Alfons XIII.) statt, als die französischen Vereine Biarritz Olympique und Stadoceste Tarbais aufeinandertrafen.

### Die ersten Jahre der Nationalmannschaft
1927 bestritt eine inoffizielle spanische Auswahl ein Spiel gegen Frankreich (darunter Yves du Manoir), es wird aber allgemein nicht als Test Match anerkannt. Im Rahmen der Weltausstellung Exposició Internacional de Barcelona trug die spanische Nationalmannschaft am 20. Mai 1929 in Barcelonas Estadi Olímpic de Montjuïc ihr erstes offizielles Länderspiel aus, das sie mit 9:0 gegen Italien gewinnen konnte. Dem Spiel wohnte die spanische Königsfamilie bei und sämtliche Nationalspieler stammten aus Katalonien. Das erste Auswärtsspiel fand am 18. Mai 1930 in Dresden gegen Deutschland statt und ging mit 0:5 verloren. 1934 gehörte die FER zu den Gründungsmitgliedern der Fédération internationale de rugby amateur (FIRA, heute Rugby Europe), die als Konkurrentin zum angelsächsisch dominierten International Rugby Football Board (IRFB; heute World Rugby) auftrat. Am 13. April 1935 begann die bis heute andauernde Rivalität mit Nachbar Portugal mit einem 6:5-Auswärtssieg in Lissabon.
Als die Zweite Spanische Republik 1932 der Region Katalonien die volle Autonomie gewährte, hatte dies ungewöhnliche Auswirkungen im Bereich des Sports. Der energisch nach Eigenständigkeit strebende katalanische Regionalverband Federació Catalana de Rugbi (FCR), der Regionalverband Kastiliens und die FER zerstritten sich 1933 heillos. Als Reaktion auf die Misswirtschaft beim nationalen Verband trat die FCR 1934 noch vor diesem der FIRA bei und stellte eine eigene Nationalmannschaft auf. Dieser radikale Schritt führte zum Ausschluss Kataloniens aus der FER, da sich die FIRA ihrerseits weigerte, eines ihrer Mitglieder auszuschließen. In der Folge spielte das katalanische Nationalteam mehrmals gegen Frankreich, Italien und Rumänien. Die sportliche Unabhängigkeit endete 1940 nach dem Ende des Spanischen Bürgerkrieges. Die Regierung von Diktator Francisco Franco entmachtete die FCR, entzog ihr einen großen Teil der finanziellen Mittel und ließ viele ihrer Mitglieder inhaftieren. Sie erzwang auch den Ausschluss der FCR aus der FIRA und degradierte das katalanische Team zu einer reinen Regionalauswahl. In den darauf folgenden Jahren büßte Katalonien seine bisher unangefochtene Vorrangstellung innerhalb Spaniens ein.

### Auf und Ab bei Europameisterschaften
Erst 1951, nach einer fünfzehnjährigen Pause, trat die spanische Nationalmannschaft wieder zu einem Test Match an. Ein Jahr später nahm sie erstmals an einer Europameisterschaft teil, dem Europapokal 1952. Beim Europapokal 1954 zog sie dank Siegen über Portugal und Belgien ins Halbfinale ein, scheiterte dann aber an Italien und teilte sich den dritten Platz mit Deutschland. Die Europameisterschaften ruhten für ein Jahrzehnt, weshalb lediglich Freundschaftsspiele gegen andere europäische Teams auf dem Programm standen. Eine Ausnahme von dieser Regel waren die Mittelmeerspiele, deren zweite Ausgabe 1955 in Barcelona stattfanden. Beim Rugbyturnier dieser Veranstaltung gewann Spanien hinter Frankreich und Italien die Bronzemedaille. Als die Europameisterschaften 1965 mit Beteiligung nordafrikanischer Länder wiederbelebt wurden, traten die Spanier in der zweiten Division an und strebten mehrmals vergeblich den Aufstieg in die erste Division an. Diesen verpassten sie beim FIRA-Nationenpokal 1969/70 denkbar knapp mit einer 8:11-Finalniederlage in Casablanca gegen Marokko. Schließlich gelang es beim FIRA-Nationenpokal 1971/72 gegen Italien, mit einem 10:0 im Hinspiel in Madrid und einem 6:6 im Rückspiel in Ivrea.
In den folgenden Jahren hielten sich die Spanier im Mittelfeld der ersten Division, ohne jedoch wirklich zu glänzen. Immerhin gelang ihnen 1977 ein Sieg über Italien, während sie beispielsweise gegen Rumänien oder Frankreich stets chancenlos waren. Sie verloren alle ihre Spiele des FIRA-Pokals 1978/79 und mussten daraufhin absteigen. Nachdem sie in der zweiten Division des FIRA-Pokals 1979/80 allen Gegnern deutlich überlegen gewesen waren und sogleich wieder aufstiegen, folgte nur ein Jahr später der erneute Abstieg nach dem Ende des FIRA-Pokals 1980/81. Im November 1982 empfing Spanien erstmals Nationalmannschaften von außerhalb Europas und Nordafrikas. Zunächst gingen zwei Begegnungen mit der Auswahl der Māori aus Neuseeland deutlich verloren. Anschließend hielt man mit Argentinien, der dominierenden Mannschaft Südamerikas, lange Zeit gut mit und musste sich nur relativ knapp mit 19:28 geschlagen geben.
Spanien blieb drei Jahre in der zweiten Division, ehe es im FIRA-Pokal 1983/84 ein weiteres Mal den Sprung in die höchste Division schaffte. Im Juli 1984 unternahm die Mannschaft eine kurze Tour ins südliche Afrika, wobei in zwei Test Matches gegen Simbabwe je ein Sieg und eine Niederlage resultierten. Spanien belegte im FIRA-Pokal 1984/85 den fünften Platz und musste daraufhin gegen das sechstplatzierte Tunesien um den Klassenerhalt spielen. Das entscheidende Spiel im französischen Lavelanet ging mit 9:12 verloren. In der zweiten Division des FIRA-Pokals 1985–1987 waren die Spanier wiederum souverän und gewannen fünf von sechs Partien. Im Aufstiegsspiel gegen die Niederlande setzten sie sich in Bordeaux mit 28:10 durch. Als gerade erst aufgestiegene Mannschaft erhielt Spanien keine Einladung für die 1987 erstmals ausgetragene Rugby-Union-Weltmeisterschaft. Stattdessen unternahm die Nationalmannschaft eine Südamerika-Tour; unter anderem gewann sie gegen Uruguay, unterlag aber Argentinien. 1988 erfolgte die Aufnahme des spanischen Verbandes in den International Rugby Football Board. Da Spanien im FIRA-Pokal 1987–1989 wiederum den letzten Platz der ersten Division belegte, folgte sogleich wieder der Abstieg.

### Erste Weltmeisterschaftsteilnahme
Die Ergebnisse der zweiten Division des FIRA-Pokals 1989/90 flossen in die Qualifikation für die Weltmeisterschaft 1991 ein. Mit drei Siegen und einem Unentschieden stieg Spanien erneut auf und blieb somit auch bezüglich WM-Teilnahme weiter im Rennen. Für die Ermittlung des Endrunden-Startplatzes wurden auch die Ergebnisse der Hinrunde des FIRA-Pokals 1990–92 herangezogen. Dabei belegte Spanien hinter Italien und Rumänien, aber vor den Niederlanden aus der zweiten Division, den dritten Platz, wodurch die Mannschaft die Endrundenqualifikation verpasste. Im April 1992 gelang erstmals ein Sieg über Rumänien. Nach Abschluss der Europameisterschaft einen Monat später war Spanien zwar erneut Tabellenletzter, doch dieses Mal gab es keinen Absteiger. Der FIRA-Pokal 1992–1994 war zweigeteilt in ein Vorrundenturnier und in eine Hauptrunde. Die Spanier platzierten sich in der Vorrundengruppe B als Dritte und zogen nach einem Tie-break gegen die Marokkaner, den Drittplatzierten der Gruppe A, in die Hauptrunde ein. Diese endete jedoch enttäuschend mit vier Niederlagen.
Das Vorrundenturnier des FIRA-Pokals 1992–94 (ohne die Begegnungen mit Tunesien) war auch Teil der Qualifikation für die Weltmeisterschaft 1995. Unterbrochen durch die Mittelmeerspiele 1993 in der französischen Region Languedoc-Roussillon, bei denen Spanien die Bronzemedaille gewann, wurde die WM-Qualifikation im Mai 1994 mit einem Dreiländerturnier fortgesetzt. Während das Spiel gegen Portugal gewonnen werden konnte, resultierte gegen Wales eine 0:54-Niederlage, weshalb die Spanier die Endrunde in Südafrika verpassten. Der FIRA-Pokal 1994–1997 war in zwei Phasen unterteilt. In der ersten qualifizierte sich Spanien souverän mit vier Siegen für die zweite Phase. Dazwischen fand im Spätsommer 1995 eine zweiwöchige Südamerika-Tour statt, die mit sieben Niederlagen endete, unter anderem in beiden Test Matches gegen Chile und Uruguay. Im März 1996 begann eine bis November 1997 anhaltende Siegesserie, als die Spanier neun Test Matches in Folge gewannen (bis heute die längste Siegesserie). In der zweiten Phase des FIRA-Pokals 1994–1997 belegten die Spanier hinter der zweiten Nationalmannschaft Frankreichs Platz 2 in Gruppe B und verpassten dadurch knapp den Finaleinzug.
Die Jahre 1997 bis 1999 waren eine Ära des Umbruchs im europäischen Rugby, da sich die FIRA einerseits dem IRFB als Kontinentalverband unterordnete und sich gleichzeitig von den außereuropäischen Mitgliedern trennte. Außerdem nahmen mit Frankreich und Italien die beiden stärksten Teams nicht mehr an Europameisterschaften teil. Aus diesen Gründen fanden stattdessen Ersatzturniere statt, die nicht den Status von Kontinentalmeisterschaften hatten. Die Spanier entschieden dabei das FIRA-Turnier 1996/97 für sich, indem sie sich im Finale mit 25:18 gegen Portugal durchsetzten. Dadurch konnten sie die erste Runde der WM-Qualifikation überspringen. Mit vier Siegen in der zweiten Qualifikationsrunde gegen Portugal, Deutschland, Tschechien und Andorra zogen sie souverän in die dritte Runde ein, deren Spiele alle im November 1998 im Murrayfield Stadium in Edinburgh stattfanden. Mit einem 21:17-Sieg über Portugal und trotz einer 3:85-Niederlage gegen Schottland gelang die Qualifikation für die Endrunde der Weltmeisterschaft 1999, ausgetragen in den Ländern der damaligen Five Nations. Die erste Weltmeisterschaftspartie endete mit einer 15:27-Niederlage gegen Uruguay. Es folgten ein 3:47 gegen den amtierenden Weltmeister Südafrika und ein 0:48 gegen Co-Gastgeber Schottland. Spanien schied als Gruppenletzter aus und war auch die einzige Mannschaft bei diesem Turnier, der es nicht gelang, einen Versuch zu legen. Zusammen mit den Vorbereitungsspielen vor der Endrunde erlitt Spanien im Verlaufe des Jahres 1999 acht Niederlagen hintereinander, so viele wie nie zuvor und danach.

### Stagnierende Entwicklung

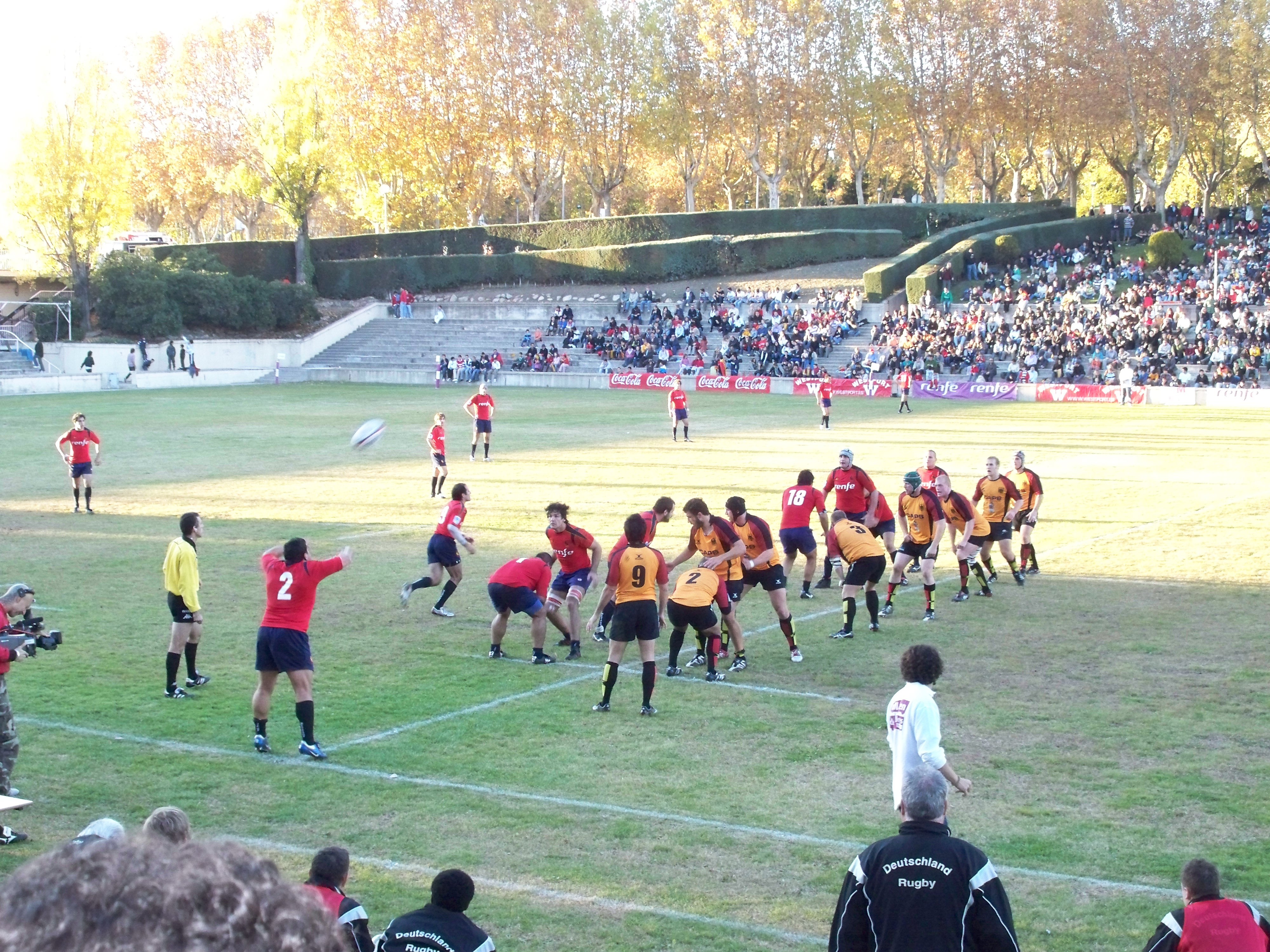
Spanien gegen Deutschland am 15. November 2008

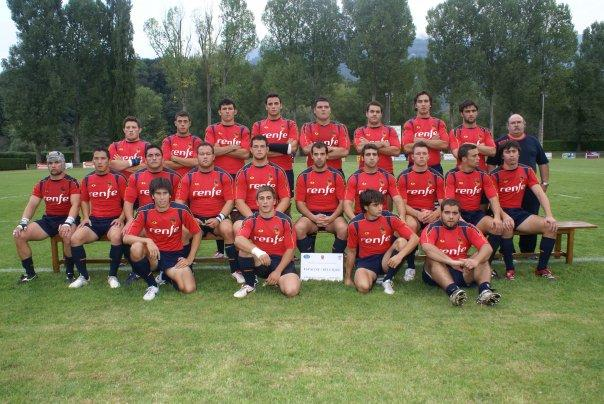
Die spanische Nationalmannschaft 2009

Nach Abschluss der Umstrukturierung des europäischen Rugbysports spielten die Spanier in der ersten Division des European Nations Cup 1999/2000 und belegten hinter Rumänien den zweiten Platz. Im November 2001 machte Weltmeister Australien im Rahmen seiner Europa-Tour einen Abstecher nach Madrid und fügte den Gastgebern eine 10:92-Niederlage zu. Die Qualifikation für die Weltmeisterschaft 2003 nahm Spanien in der dritten Runde in Angriff. Diese verlief äußerst ausgeglichen, da am Ende alle drei Teilnehmer je einen Sieg und eine Niederlage aufwiesen: Während Spanien mit einer Gesamtpunktzahl von 49:48 in die vierte Runde einzog, schieden Portugal (60:60) und Polen (53:54) sehr knapp aus. Anschließend verlor Spanien beide Spiele gegen Italien und Rumänien, besaß aber noch die Chance, sich über das europäische Playoff im Oktober und November 2002 gegen Russland für die fünfte Runde zu qualifizieren. Während das Heimspiel in Madrid mit 3:36 verloren ging, resultierte auswärts in Moskau ein überraschender 38:22-Sieg. Obschon sie nach Gesamtpunktzahl unterlagen (41:58), erreichten die Spanier trotzdem das interkontinentale Playoff, da die Russen unerlaubt drei Südafrikaner eingesetzt hatten und deswegen nachträglich disqualifiziert wurden. Spanien bezwang im März 2003 zunächst Tunesien, unterlag dann aber einen Monat später den Vereinigten Staaten mit 13:62 und 13:58, womit es die Endrunde verpasste.
Als Sechstplatzierte des European Nations Cup 2002–2004 stiegen die Spanier in die zweite Division ab. Im European Nations Cup 2004–2006 überstanden sie ungeschlagen die beiden Gruppenphasen und trafen dann im Mai 2006 im Finale der zweiten Division auf Deutschland. Während sie das Hinspiel in Heidelberg mit 6:18 verloren, siegten sie im Rückspiel in Madrid mit 36:10 und schafften damit den Wiederaufstieg. Mit diesem Ergebnis verbunden war auch der Einzug in die vierte Runde der Qualifikation für die Weltmeisterschaft 2007, in der sich Spanien mit 46:17 gegen Tschechien durchsetzte. Die fünfte Qualifikationsrunde war ein Dreiländerturnier im Oktober 2006: Die Spanier unterlagen Rumänien und Georgien, womit sie ausschieden. Der European Nations Cup 2008–2010 entsprach auch einem Teil der Qualifikation für die Weltmeisterschaft 2011. Spanien verlor acht seiner zehn Spiele (die beiden einzigen Siegen resultierten gegen Deutschland) und verpasste als Fünftplatzierter die WM-Endrunde deutlich, auch für das interkontinentale Playoff um den letzten verbliebenen Startplatz reichte es nicht.

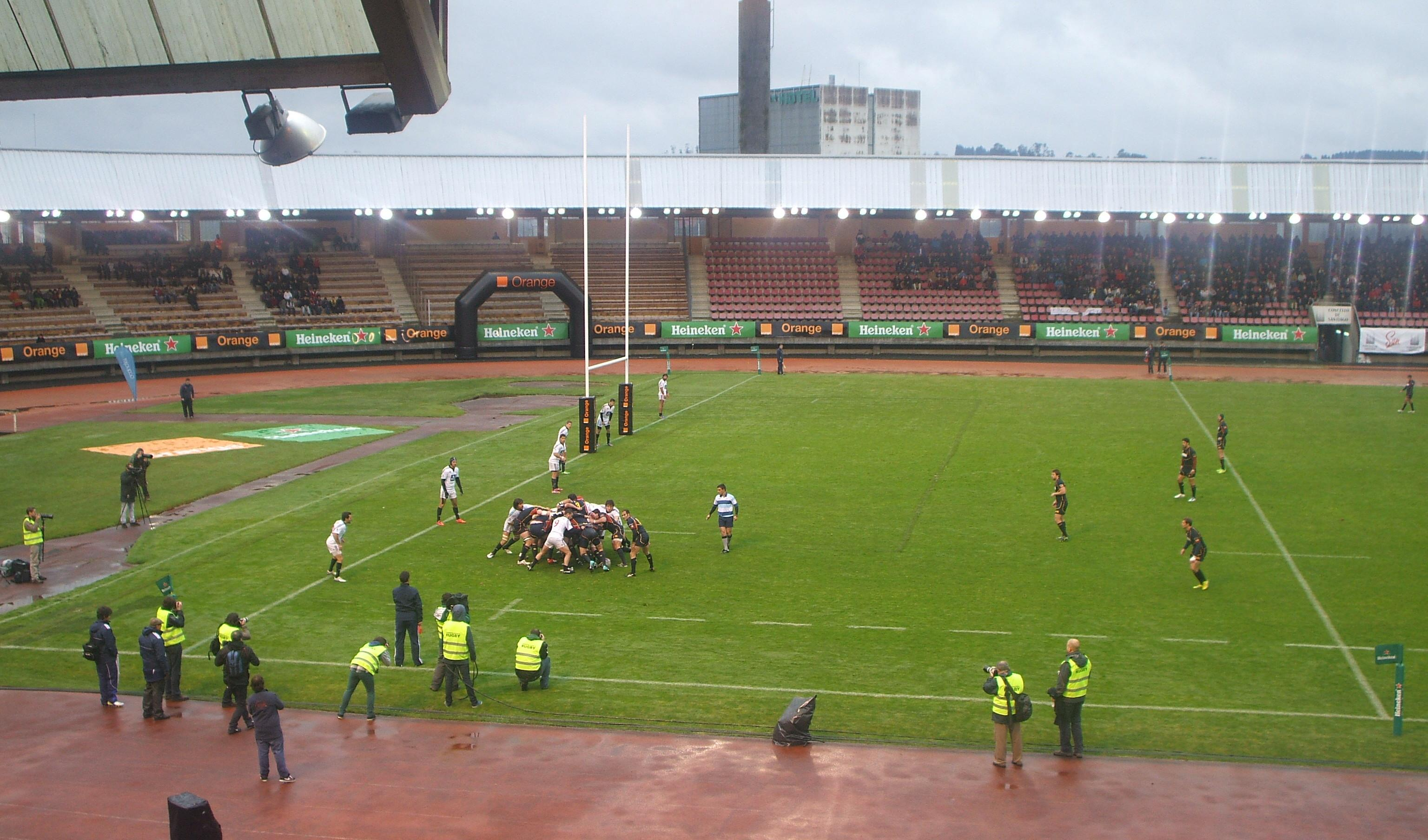
Spanien gegen Portugal am 16. März 2013 in Santiago de Compostela

Im Februar 2012 rangierte Spanien erstmals unter den besten 20 der World-Rugby-Weltrangliste, nachdem es im Verlaufe des European Nations Cup 2010–2012 sowohl Rumänien als auch Georgien geschlagen hatte; in der Endabrechnung resultierte der dritte Platz. Hingegen verlief die Qualifikation für die Weltmeisterschaft 2015, die in den European Nations Cup 2012–2014 eingebunden war, weniger positiv. Je zwei Siege und Unentschieden standen sechs Niederlagen gegenüber, womit Spanien als Viertplatzierter zum vierten Mal in Folge nicht in die WM-Endrunde einzog. Allgemein herrschte die Meinung vor, dass der spanische Rugbysport zu wenig aus seinen Möglichkeiten mache und trotz ansehnlicher Erfolge im Juniorenbereich den Anschluss an die europäische Spitze zu verlieren drohe. Diese Kritik nahm die FER zum Anlass, sich neu zu orientieren und ihre veralteten Strukturen zu modernisieren.

### Skandale verhindern zwei Endrundenteilnahmen

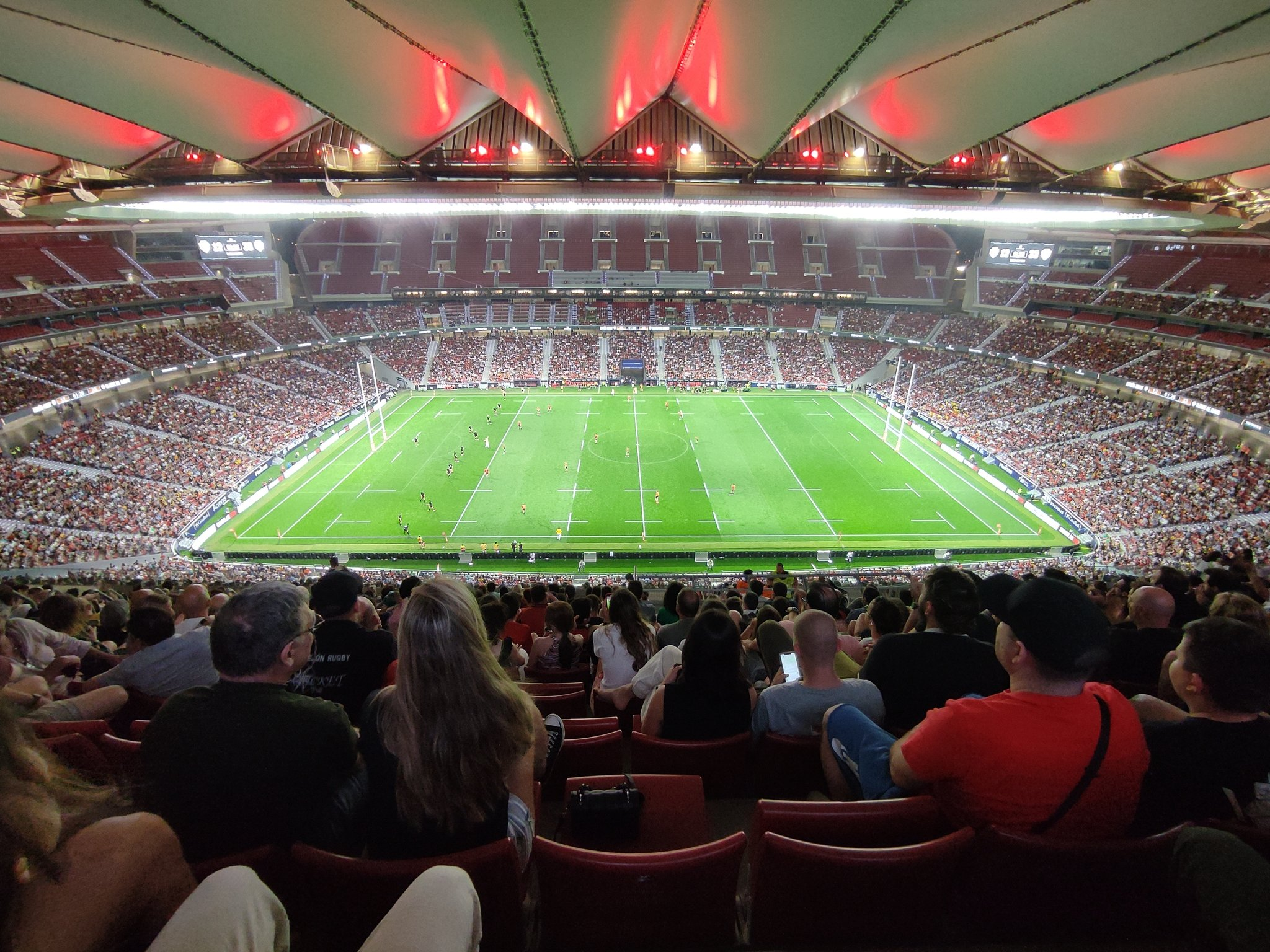
Spanien gegen die Classic All Blacks im Madrider Estadio Metropolitano (2022)

Nach einer weiteren Formatänderung der Europameisterschaft trat Spanien in der höchstklassigen Rugby Europe Championship 2017 an. Deren Ergebnisse zählten ebenso wie jene der Rugby Europe Championship 2018 als Qualifikation für die Weltmeisterschaft 2019 (abzüglich aller Partien mit Beteiligung der bereits qualifizierten Georgier). Die Spanier zeigten sich stark verbessert und belegten 2017 den dritten Platz. Das Turnier 2018 begann vielversprechend mit dem ersten Sieg über Russland seit 2002 und dem ersten Sieg über Rumänien seit 2012. Mit diesen Erfolgen führte Spanien hinter dem Tabellenersten Georgien die WM-Qualifikation an und hatte gute Chancen, die Endrunde direkt zu erreichen. Dann jedoch folgte am 18. März 2018 in Brüssel eine kontroverse 10:18-Auswwärtsniederlage gegen Belgien. Der rumänische Schiedsrichter Vlad Iordăchescu und die beiden ebenfalls rumänischen Assistenten trafen während des Spiels mehrere umstrittene Entscheidungen zugunsten der Belgier, was dazu führte, dass Rumänien anstelle Spaniens qualifiziert gewesen wäre.
Drei Wochen später kündigte World Rugby eine Untersuchung an. Die Funktionäre waren besorgt über die Nominierung eines offensichtlich nicht neutralen Schiedsrichterteams durch den Kontinentalverband Rugby Europe. Ebenso wollten sie zwischenzeitlich aufgetauchte Gerüchte untersuchen, wonach mehrere Mannschaften Spieler eingesetzt hätten, die nicht teilnahmeberechtigt gewesen seien. Rugby-Nationalmannschaften konnten damals neben Staatsbürgern auch ausländische Spieler umfassen, die ihren Wohnsitz seit mindestens drei Jahren ununterbrochen im entsprechenden Land hatten (seit 2020 sind es fünf Jahre). Mitte Mai 2018 veröffentlichte der von World Rugby beauftragte unabhängige Untersuchungsausschuss seinen Bericht. Demzufolge hatten Belgien, Rumänien und Spanien in mehreren Fällen Spieler eingesetzt, die gegen die Wohnsitzregelung verstießen. Spanien war in neun Spielen betroffen, davon acht im Zusammenhang mit der WM-Qualifikation, und wurde mit dem Abzug von 40 Tabellenpunkten bestraft (fünf je Spiel). Dadurch rutschte die Mannschaft vom zweiten auf den fünften Platz ab. Der Startplatz der ebenfalls bestraften Rumänen ging an Russland, während Deutschland anstelle Spaniens die nächste Qualifikationsrunde bestreiten durfte. Eine unabhängige Berufungsinstanz bestätigte im Juni das Urteil.
Die spanische Nationalmannschaft erholte sich rasch von diesem Rückschlag und belegte in der Rugby Europe Championship 2019 den zweiten Platz hinter Georgien. Wie vier Jahre zuvor waren die Rugby Europe Championship 2021 und die Rugby Europe Championship 2022 ausschlaggebend, um sich für die Weltmeisterschaft 2023 zu qualifizieren. Zunächst schien es so, als hätten die Spanier als Zweitplatzierte den direkten Einzug in die Endrunde geschafft. Auf Antrag des rumänischen Verbandes führte World Rugby Ende März 2022 erneut eine Untersuchung von Spielberechtigungen durch. Dabei stellte sich heraus, dass der gebürtige Südafrikaner Gavin van den Berg, der in zwei Spielen gegen die Niederlande eingesetzt worden war, entgegen den Beteuerungen der FER die Bedingungen der Wohnsitzregel noch nicht vollumfänglich erfüllte. Nach dem daraufhin verhängten Abzug von zehn Tabellenpunkten rutschte Spanien auf den vierten Platz ab. Der frei gewordene Startplatz ging an die Rumänen und an deren Stelle zogen nun die Portugiesen in die nächste Qualifikationsrunde ein.
In der Rugby Europe Championship 2022/23 erreichten die Spanier den vierten Platz. Im Oktober desselben Jahres übernahm der Argentinier Pablo Bouza den Trainerposten. Daraufhin verbesserte sich die Mannschaft in der Rugby Europe Championship 2023/24 auf den dritten Platz. Bei den anschließenden Mid-year Internationals 2024 gelang den Spaniern der erste Sieg über Tonga, gleichbedeutend mit dem ersten Erfolg über eine der pazifischen Rugbynationen. Ein Jahr später erreichte das Team den zweiten Platz. Infolgedessen qualifizierte es sich für die Weltmeisterschaft 2027 in Australien.

## Trikot, Logo und Spitzname

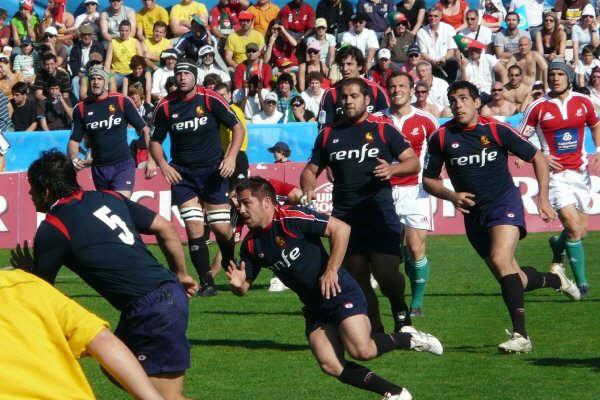
Die spanische Mannschaft 2009

Die Trikotfarben sind den traditionellen Nationalfarben des Landes entlehnt; das rote Trikot und die blauen Hosen sind den Farben des Hauses Bourbon entnommen. Das aktuelle Heimtrikot besteht aus einem roten Shirt mit Dreiecksmuster und schwarzen Taillenseiten, dunkelblauen Hosen und dunkelblauen Stutzen, während das Auswärtstrikot aus einem dunkelblauen Shirt, roten Taillenseiten, dunkelblauen Hosen und dunkelblauen Stutzen besteht. Davor trug das spanische Team in den 1980er und 1990er Jahren ein gelbes Oberteil als Auswärtstrikot.
2013 wurde der irische Sporthersteller O’Neills als neuer Trikotausrüster Spaniens angekündigt. Diese Partnerschaft lief bis zum Ende des Jahrzehnts. Zuvor war das Team von Iberia, Orange und Renfe gesponsert. Frühere Trikotausrüster waren Canterbury, Westport, Viator, Carisbrook New Zealand und Puma. Aktueller Trikotausrüster der Nationalmannschaft ist seit 2016 der spanische Sportartikelhersteller Joma und seit 2017 ist das italienische Versicherungsunternehmen Assicurazioni Generali der Trikotsponsor. Auf den Trikots erscheint das Verbandslogo auf der rechten Seite, das Ausrüsterlogo links und das Sponsorenlogo in der Mitte.
Das Logo des Verbandes Federación Española de Rugby zeigt einen Löwen, der sich auf einem Rugbyball stützt, mit dem Schriftzug España Rugby darunter. Der Spitzname der Nationalmannschaft lautet Los Leones („die Löwen“).

## Heimstadion

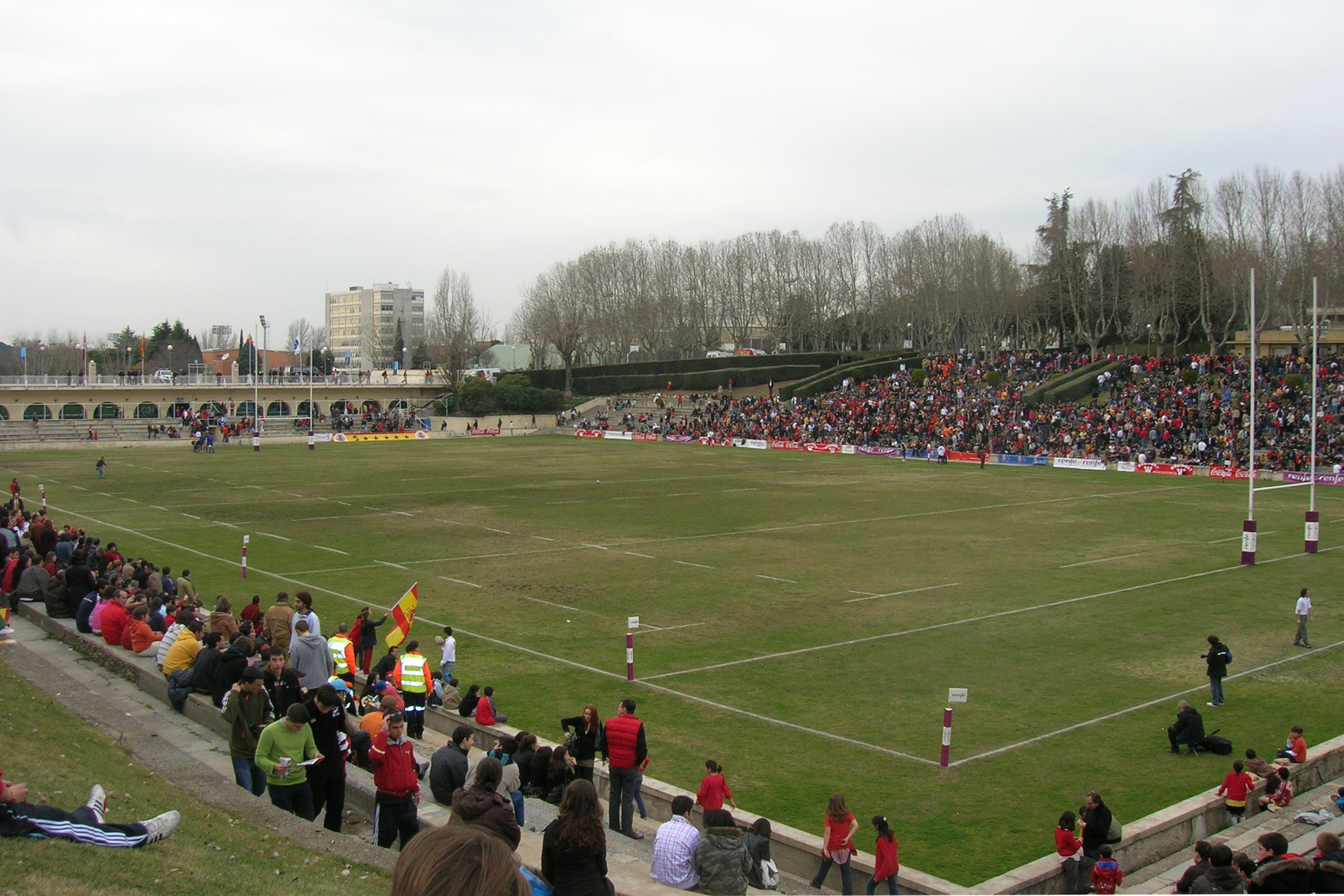
Estadio Nacional Universidad Complutense

Spaniens Heimstadion ist das Estadio Nacional Universidad Complutense in der Hauptstadt Madrid. Es befindet sich auf dem Gelände der Universität Complutense Madrid, wurde 1943 eröffnet und bietet 12.400 Zuschauern Platz. Die Nationalmannschaft begann dieses Stadion 1952 zu nutzen, bisher fanden dort fast drei Viertel aller Heimspiele statt. Zweithäufigster Spielort ist Barcelona, gefolgt von Sevilla.

## Test Matches
Spanien hat 185 seiner bisher 380 Test Matches gewonnen, was einer Gewinnquote von 48,68 % entspricht. Die Statistik der Test Matches von Spanien gegen alle Nationen, alphabetisch geordnet, ist wie folgt (Stand: 14. August 2025):
| Land               | Spiele | Gewonnen | Unent- schieden | Verloren | % Siege |
| ------------------ | ------ | -------- | --------------- | -------- | ------- |
| Andorra            | 3      | 3        | 0               | 0        | 100,00  |
| Argentinien        | 5      | 0        | 0               | 5        | 0,00    |
| Australien         | 1      | 0        | 0               | 1        | 0,00    |
| Barbarians         | 2      | 0        | 0               | 2        | 0,00    |
| Belgien            | 18     | 15       | 1               | 2        | 83,33   |
| Brasilien          | 2      | 2        | 0               | 0        | 100,00  |
| Bulgarien          | 1      | 1        | 0               | 0        | 100,00  |
| Chile              | 6      | 4        | 0               | 2        | 66,67   |
| Dänemark           | 1      | 1        | 0               | 0        | 100,00  |
| Deutschland        | 26     | 16       | 2               | 8        | 61,54   |
| Fidschi            | 3      | 0        | 0               | 3        | 0,00    |
| Georgien           | 28     | 3        | 1               | 24       | 10,71   |
| Hongkong           | 1      | 1        | 0               | 0        | 100,00  |
| Italien            | 27     | 3        | 1               | 23       | 11,11   |
| Japan              | 3      | 0        | 0               | 3        | 0,00    |
| Jugoslawien        | 4      | 4        | 0               | 0        | 100,00  |
| Kanada             | 5      | 3        | 0               | 2        | 60,00   |
| Kenia              | 1      | 0        | 0               | 1        | 0,00    |
| Kroatien           | 2      | 1        | 1               | 0        | 50,00   |
| Marokko            | 17     | 11       | 1               | 5        | 64,71   |
| Moldau             | 1      | 1        | 0               | 0        | 100,00  |
| Namibia            | 7      | 6        | 0               | 1        | 85,71   |
| Niederlande        | 19     | 18       | 1               | 0        | 94,74   |
| Polen              | 16     | 10       | 0               | 6        | 62,50   |
| Portugal           | 45     | 30       | 2               | 13       | 66,67   |
| Rumänien           | 42     | 6        | 0               | 36       | 14,29   |
| Russland           | 25     | 9        | 0               | 16       | 36,00   |
| Samoa              | 2      | 0        | 0               | 2        | 0,00    |
| Schottland         | 1      | 0        | 0               | 1        | 0,00    |
| Schweden           | 2      | 2        | 0               | 0        | 100,00  |
| Schweiz            | 3      | 3        | 0               | 0        | 100,00  |
| Simbabwe           | 7      | 5        | 0               | 2        | 71,43   |
| Slowenien          | 1      | 1        | 0               | 0        | 100,00  |
| Sowjetunion        | 7      | 0        | 0               | 7        | 0,00    |
| Südafrika          | 1      | 0        | 0               | 1        | 0,00    |
| Tonga              | 3      | 1        | 0               | 2        | 33,33   |
| Tschechien         | 9      | 7        | 0               | 2        | 77,78   |
| Tschechoslowakei   | 5      | 3        | 1               | 1        | 60,00   |
| Tunesien           | 6      | 5        | 0               | 1        | 83,33   |
| Ukraine            | 2      | 2        | 0               | 0        | 100,00  |
| Ungarn             | 1      | 1        | 0               | 0        | 100,00  |
| Uruguay            | 15     | 8        | 0               | 7        | 53,33   |
| Vereinigte Staaten | 6      | 1        | 0               | 5        | 16,67   |
| Wales              | 1      | 0        | 0               | 1        | 0,00    |
| Gesamt             | 380    | 185      | 11              | 184      | 48,68   |

## Erfolge

### Weltmeisterschaften
Spanien hat bisher an einer Weltmeisterschaft teilgenommen. Dabei schied man 1999 ohne Sieg bereits in der Vorrunde aus.
| Jahr | Resultat                                                        | Spiele                                                          | Siege                                                           | Unent.                                                          | Ndlg.                                                           | +/-                                                             | Punkte                                                          |
| ---- | --------------------------------------------------------------- | --------------------------------------------------------------- | --------------------------------------------------------------- | --------------------------------------------------------------- | --------------------------------------------------------------- | --------------------------------------------------------------- | --------------------------------------------------------------- |
| 1987 | nicht eingeladen                                                | nicht eingeladen                                                | nicht eingeladen                                                | nicht eingeladen                                                | nicht eingeladen                                                | nicht eingeladen                                                | nicht eingeladen                                                |
| 1991 | nicht qualifiziert (3. Qualifikationsrunde)                     | nicht qualifiziert (3. Qualifikationsrunde)                     | nicht qualifiziert (3. Qualifikationsrunde)                     | nicht qualifiziert (3. Qualifikationsrunde)                     | nicht qualifiziert (3. Qualifikationsrunde)                     | nicht qualifiziert (3. Qualifikationsrunde)                     | nicht qualifiziert (3. Qualifikationsrunde)                     |
| 1995 | nicht qualifiziert (3. Qualifikationsrunde)                     | nicht qualifiziert (3. Qualifikationsrunde)                     | nicht qualifiziert (3. Qualifikationsrunde)                     | nicht qualifiziert (3. Qualifikationsrunde)                     | nicht qualifiziert (3. Qualifikationsrunde)                     | nicht qualifiziert (3. Qualifikationsrunde)                     | nicht qualifiziert (3. Qualifikationsrunde)                     |
| 1999 | Vorrunde                                                        | 3                                                               | 0                                                               | 0                                                               | 3                                                               | 18:122                                                          | 0                                                               |
| 2003 | nicht qualifiziert (5. Qualifikationsrunde)                     | nicht qualifiziert (5. Qualifikationsrunde)                     | nicht qualifiziert (5. Qualifikationsrunde)                     | nicht qualifiziert (5. Qualifikationsrunde)                     | nicht qualifiziert (5. Qualifikationsrunde)                     | nicht qualifiziert (5. Qualifikationsrunde)                     | nicht qualifiziert (5. Qualifikationsrunde)                     |
| 2007 | nicht qualifiziert (5. Qualifikationsrunde)                     | nicht qualifiziert (5. Qualifikationsrunde)                     | nicht qualifiziert (5. Qualifikationsrunde)                     | nicht qualifiziert (5. Qualifikationsrunde)                     | nicht qualifiziert (5. Qualifikationsrunde)                     | nicht qualifiziert (5. Qualifikationsrunde)                     | nicht qualifiziert (5. Qualifikationsrunde)                     |
| 2011 | nicht qualifiziert (5. Qualifikationsrunde)                     | nicht qualifiziert (5. Qualifikationsrunde)                     | nicht qualifiziert (5. Qualifikationsrunde)                     | nicht qualifiziert (5. Qualifikationsrunde)                     | nicht qualifiziert (5. Qualifikationsrunde)                     | nicht qualifiziert (5. Qualifikationsrunde)                     | nicht qualifiziert (5. Qualifikationsrunde)                     |
| 2015 | nicht qualifiziert (5. Qualifikationsrunde)                     | nicht qualifiziert (5. Qualifikationsrunde)                     | nicht qualifiziert (5. Qualifikationsrunde)                     | nicht qualifiziert (5. Qualifikationsrunde)                     | nicht qualifiziert (5. Qualifikationsrunde)                     | nicht qualifiziert (5. Qualifikationsrunde)                     | nicht qualifiziert (5. Qualifikationsrunde)                     |
| 2019 | nicht qualifiziert (5. Qualifikationsrunde)                     | nicht qualifiziert (5. Qualifikationsrunde)                     | nicht qualifiziert (5. Qualifikationsrunde)                     | nicht qualifiziert (5. Qualifikationsrunde)                     | nicht qualifiziert (5. Qualifikationsrunde)                     | nicht qualifiziert (5. Qualifikationsrunde)                     | nicht qualifiziert (5. Qualifikationsrunde)                     |
| 2023 | nicht qualifiziert (Rugby Europe Championship (2021 und 2022))  | nicht qualifiziert (Rugby Europe Championship (2021 und 2022))  | nicht qualifiziert (Rugby Europe Championship (2021 und 2022))  | nicht qualifiziert (Rugby Europe Championship (2021 und 2022))  | nicht qualifiziert (Rugby Europe Championship (2021 und 2022))  | nicht qualifiziert (Rugby Europe Championship (2021 und 2022))  | nicht qualifiziert (Rugby Europe Championship (2021 und 2022))  |
| 2027 | qualifiziert (Rugby Europe International Championships 2024/25) | qualifiziert (Rugby Europe International Championships 2024/25) | qualifiziert (Rugby Europe International Championships 2024/25) | qualifiziert (Rugby Europe International Championships 2024/25) | qualifiziert (Rugby Europe International Championships 2024/25) | qualifiziert (Rugby Europe International Championships 2024/25) | qualifiziert (Rugby Europe International Championships 2024/25) |
| 2031 | noch ausstehend                                                 | noch ausstehend                                                 | noch ausstehend                                                 | noch ausstehend                                                 | noch ausstehend                                                 | noch ausstehend                                                 | noch ausstehend                                                 |

### Europameisterschaft

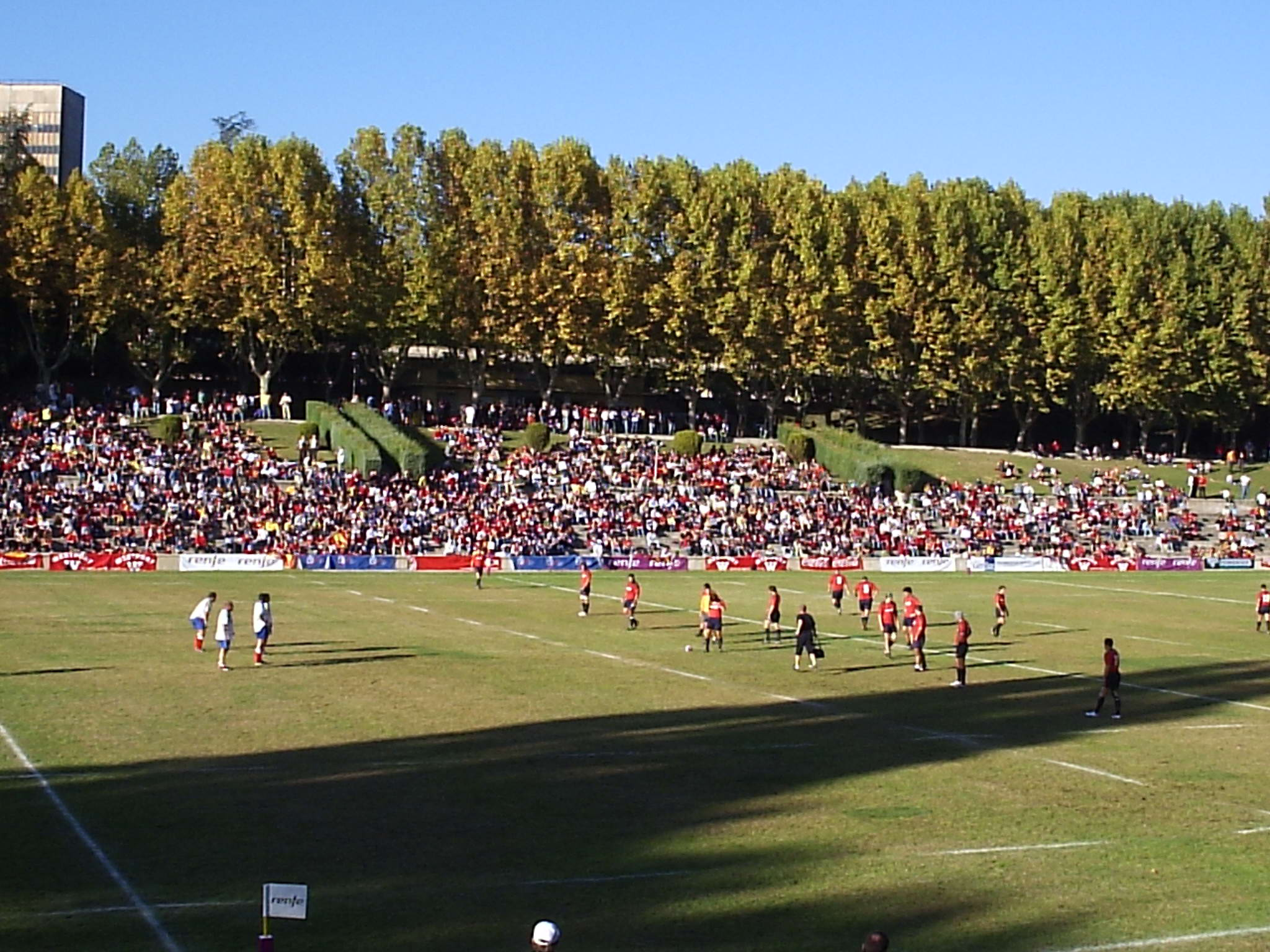
Spanien gegen Tschechien, Madrid am 3. November 2007

Die spanischen Nationalmannschaft beteiligt sich seit 1952 an den Rugby-Europameisterschaften. Dabei gelang bisher kein Turniersieg. Fünfmal erreichte Spanien den zweiten Platz.
| Jahr    | Spielklasse | Platz |
| ------- | ----------- | ----- |
| 1952    | Division 1  | 4     |
| 1954    | Division 1  | 3     |
| 1965/66 | Division 2  | 3     |
| 1966/67 | Division 2  | 2     |
| 1968/69 | Division 2  | 2     |
| 1969/70 | Division 2  | 2     |
| 1970/71 | Division 2  | 2     |
| 1971/72 | Division 2  | 1     |
| 1972/73 | Division 1  | 3     |
| 1973/74 | Division 1  | 3     |

| Jahr    | Spielklasse | Platz |
| ------- | ----------- | ----- |
| 1974/75 | Division 1  | 4     |
| 1975/76 | Division 1  | 5     |
| 1976/77 | Division 1  | 4     |
| 1977/78 | Division 1  | 3     |
| 1978/79 | Division 1  | 6     |
| 1979/80 | Division 2  | 1     |
| 1980/81 | Division 1  | 5     |
| 1981/82 | Division 2  | 3     |
| 1982/83 | Division 2  | 2     |
| 1983/84 | Division 2  | 1     |

| Jahr      | Spielklasse | Platz |
| --------- | ----------- | ----- |
| 1984/85   | Division 1  | 5     |
| 1985–87   | Division 2  | 1     |
| 1987–89   | Division 1  | 5     |
| 1989/90   | Division 2  | 1     |
| 1990–92   | Division 1  | 5     |
| 1992–94   | Division 1  | 5     |
| 1994–97   | Division 1  | 4     |
| 1999/2000 | Division 1  | 2     |
| 2000/01   | Division 1  | 4     |
| 2001–02   | Division 1  | 4     |

| Jahr    | Spielklasse | Platz |
| ------- | ----------- | ----- |
| 2002–04 | Division 1  | 6     |
| 2004–06 | Division 2  | 1     |
| 2006–08 | Division 1  | 4     |
| 2009    | Division 1  | 5     |
| 2010    | Division 1  | 5     |
| 2011    | Division 1  | 5     |
| 2012    | Division 1  | 2     |
| 2016    | Division 1  | 4     |

| Jahr | Spielklasse | Platz |
| ---- | ----------- | ----- |
| 2017 | Division 1  | 3     |
| 2018 | Division 1  | 5     |
| 2019 | Division 1  | 2     |
| 2020 | Division 1  | 2     |
| 2021 | Division 1  | 4     |
| 2022 | Division 1  | 4     |
| 2023 | Division 1  | 4     |
| 2024 | Division 1  | 3     |
| 2025 | Division 1  | 2     |

### Nations Cup
Spanien nahm von 2015 bis 2017 jährlich am Nations Cup teil. Dabei gelang jedoch kein Turniersieg.
| Jahr      | Resultat         | Spiele           | Siege            | Unent.           | Ndlg.            | +/-              |
| --------- | ---------------- | ---------------- | ---------------- | ---------------- | ---------------- | ---------------- |
| 2006–2014 | Nicht eingeladen | Nicht eingeladen | Nicht eingeladen | Nicht eingeladen | Nicht eingeladen | Nicht eingeladen |
| 2015      | 3. Platz         | 3                | 1                | 0                | 2                | 35:53            |
| 2016      | 6. Platz         | 3                | 0                | 0                | 3                | 40:94            |
| 2017      | 5. Platz         | 3                | 1                | 0                | 2                | 34:74            |

### Tbilisi Cup
| Jahr | Resultat         | Spiele           | Siege            | Unent.           | Ndlg.            | +/-              |
| ---- | ---------------- | ---------------- | ---------------- | ---------------- | ---------------- | ---------------- |
| 2013 | Nicht eingeladen | Nicht eingeladen | Nicht eingeladen | Nicht eingeladen | Nicht eingeladen | Nicht eingeladen |
| 2014 | 4. Platz         | 3                | 0                | 0                | 3                | 20:101           |
| 2015 | Nicht eingeladen | Nicht eingeladen | Nicht eingeladen | Nicht eingeladen | Nicht eingeladen | Nicht eingeladen |

### Mittelmeerspiele
Bisher fand bei Mittelmeerspielen viermal ein Wettbewerb im Rugby Union statt. Die spanische Nationalmannschaft nahm dabei an allen Turnieren teil und erreichte 1955 und 1993 jeweils die Bronzemedaille.
| Jahr | Resultat       | Spiele | Siege | Unent. | Ndlg. | +/-    |
| ---- | -------------- | ------ | ----- | ------ | ----- | ------ |
| 1955 | Bronzemedaille | 2      | 0     | 0      | 2     | 6:53   |
| 1979 | 5. Platz       | 3      | 1     | 0      | 2     | 79:32  |
| 1983 | 4. Platz       | 3      | 0     | 0      | 3     | 12:97  |
| 1993 | Bronzemedaille | 4      | 1     | 1      | 2     | 75:108 |

### Weitere Test Matches
Im Gegensatz zu zahlreichen anderen Rugbynationen unternahmen die Spanier während der Amateurära keine ausgedehnten Touren nach Übersee. Ihre Gegner beschränkten sich während dieser Zeit auf europäische und nordafrikanische Länder im Rahmen der FIRA-Wettbewerbe. Erst seit den 1990er Jahren reist die Nationalmannschaft regelmäßig in Länder außerhalb dieser Regionen. Heute stehen für Spiele gegen solche Mannschaften zwei Zeitfenster zur Verfügung, die Mid-year Internationals im Juni und die End-of-year Internationals im November. Im Gegensatz zu anderen Rugbynationen spielt Spanien dabei jedoch um keine Trophäen gegen seine Gegner.

## Spieler

### Aktueller Kader
Die folgenden Spieler bildeten den Kader während der Rugby Europe Championship 2024/25:
| Spieler              | Position         | Mannschaft               | Länderspiele |
| -------------------- | ---------------- | ------------------------ | ------------ |
| Kerman Aurrekoetxea  | Gedrängehalb     | Biarritz                 | 12           |
| Estanislao Bay       | Gedrängehalb     | Recoletas Burgos         | 15           |
| Ike Irusta           | Gedrängehalb     | Cisneros                 | 06           |
| Gonzalo López        | Verbinder        | Massy                    | 11           |
| Gonzalo Vinuesa      | Verbinder        | Cisneros                 | 15           |
| Manuel Alfaro        | Innendreiviertel | Alcobendas               | 01           |
| Alejandro Alonso     | Innendreiviertel | VRAC Quesos Entrepinares | 10           |
| Julien Burguillos    | Innendreiviertel | Montpellier              | 0            |
| Álvar Gimeno         | Innendreiviertel | Ciencias                 | 39           |
| Iñaki Mateu          | Innendreiviertel | Recoletas Burgos         | 20           |
| Pau Aira             | Außendreiviertel | Barcelona                | 06           |
| Federico Castiglioni | Außendreiviertel | Recoletas Burgos         | 41           |
| Martiniano Cian      | Außendreiviertel | VRAC Quesos Entrepinares | 11           |
| Gauthier Minguillon  | Außendreiviertel | Valence Romans           | 22           |
| Alberto Carmona      | Schlussmann      | Toulon                   | 08           |
| John-Wessel Bell     | Schlussmann      | El Salvador              | 24           |
| Lucien Richardis     | Schlussmann      | Toulouse                 | 0            |

| Spieler          | Position             | Mannschaft            | Länderspiele |
| ---------------- | -------------------- | --------------------- | ------------ |
| Álvaro García    | Hakler               | Stade Français        | 07           |
| Santiago Ovejero | Hakler               | Nizza                 | 17           |
| Hugo González    | Pfeiler              | CF Os Belenenses      | 0            |
| Thierry Futeu    | Pfeiler              | Chartres              | 37           |
| Joël Merkler     | Pfeiler              | Toulouse              | 09           |
| Hugo Pirlet      | Pfeiler              | Colomiers             | 03           |
| Lucas Santamaría | Pfeiler              | Tarbes                | 14           |
| Jon Zabala       | Pfeiler              | Pau                   | 30           |
| Pablo Guirao     | Zweite-Reihe-Stürmer | Alcobendas            | 02           |
| Ignacio Piñeiro  | Zweite-Reihe-Stürmer | Oyonnax               | 10           |
| Imanol Urraza    | Zweite-Reihe-Stürmer | Vicenza               | 06           |
| Asier Usárraga   | Zweite-Reihe-Stürmer | Brive                 | 11           |
| Manex Ariceta    | Flügelstürmer        | Bayonne               | 01           |
| Vicente Boronat  | Flügelstürmer        | Burgos                | 03           |
| Matthew Foulds   | Flügelstürmer        | Sant Boi de Llobregat | 32           |
| Ekain Imaz       | Flügelstürmer        | Biarritz              | 12           |
| Raphaël Nieto    | Flügelstürmer        | Niort                 | 08           |
| Mario Pichardie  | Flügelstürmer        | La Vila               | 16           |
| Alex Saleta      | Flügelstürmer        | Ordizia               | 07           |

### Bekannte Spieler
Bisher ist noch kein spanischer Spieler in die World Rugby Hall of Fame aufgenommen worden.

### Spielerstatistiken

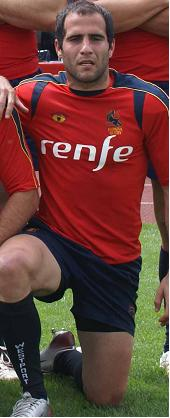
Pablo Feijoo (2008)

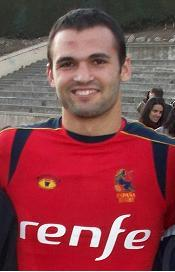
Ignacio Martín (2008)

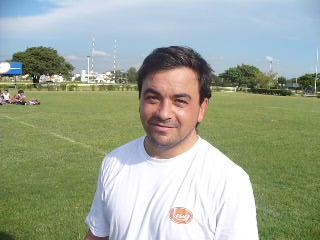
Esteban Roqué(2008)

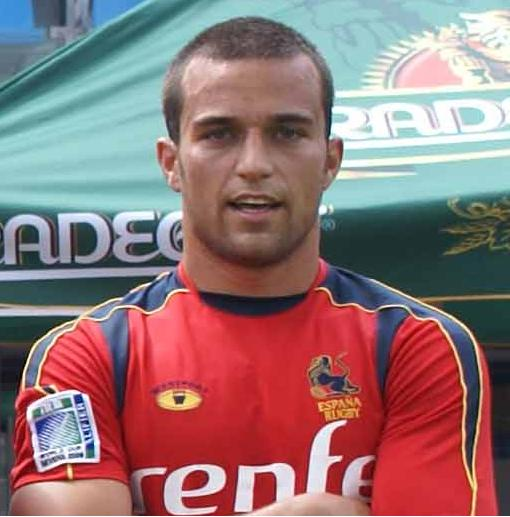
Cesar Sempere (2008)

Nachfolgend sind die wichtigsten Statistiken aufgelistet, die Spieler Spaniens betreffen. Die mit * markierten Spieler sind noch aktiv und können sich weiter verbessern.
(Stand: März 2025)
| Rang | Name              | Zeitraum  | Spiele |
| ---- | ----------------- | --------- | ------ |
| 01   | Jaime Nava        | 2002–2018 | 78     |
| 02   | Álvar Enciso      | 1993–2006 | 70     |
| 03   | Pablo Feijoo      | 2002–2015 | 67     |
| 04   | Francisco Puertas | 1984–1999 | 66     |
| 05   | Alberto Malo      | 1985–1999 | 64     |
| 06   | Javier Salazar    | 2000–2014 | 59     |
| 07   | Ferran Velazco    | 1995–2006 | 59     |
| 08   | César Sempere     | 2004–2014 | 56     |
| 09   | Ivan Criado       | 2002–2010 | 53     |
| 10   | Jesús Moreno      | 2008–2018 | 53     |

| Rang | Name                             | Zeitraum                         | Spiele                           |
| ---- | -------------------------------- | -------------------------------- | -------------------------------- |
| 01   | Jaime Nava                       | 2014–2018                        | 22                               |
| 02   | Pablo Feijoo                     | 2009–2014                        | 12                               |
| 03   | Jesús Recuerda                   | 2012–2016                        | 08                               |
| 04   | Álvar Enciso                     | 1999–2006                        | 07                               |
| 05   | Alberto Malo                     | 1998–1999                        | 07                               |
| 06   | Ferran Velazco                   | 2004–2006                        | 07                               |
| 07   | Ivan Criado                      | 2007–2008                        | 05                               |
| 08   | Gautier Gibouin                  | 2017–2018                        | 05                               |
| 09   | Mario Pichardie                  | 2024–2024                        | 05                               |
| 10   | Zwei Spieler mit je vier Spielen | Zwei Spieler mit je vier Spielen | Zwei Spieler mit je vier Spielen |

| Rang | Name              | Zeitraum  | Punkte |
| ---- | ----------------- | --------- | ------ |
| 01   | Esteban Roqué     | 2004–2007 | 285    |
| 02   | Brad Linklater    | 2015–2020 | 260    |
| 03   | Andriy Kovalenco  | 1995–2007 | 198    |
| 04   | César Sempere     | 2004–2014 | 177    |
| 05   | Mathieu Peluchon  | 2010–2018 | 146    |
| 06   | Pablo Feijoo      | 2002–2015 | 100    |
| 07   | Francisco Puertas | 1984–1999 | 097    |
| 08   | Alfons Martínez   | 2000–2004 | 087    |
| 09   | Ferran Velazco    | 1995–2006 | 081    |
| 10   | Manuel Cascarra   | 2002–2003 | 080    |

| Rang | Name           | Zeitraum  | Versuche |
| ---- | -------------- | --------- | -------- |
| 01   | César Sempere  | 2004–2014 | 31       |
| 02   | Pablo Feijoo   | 2002–2015 | 19       |
| 03   | Ferran Velazco | 1997–2006 | 13       |
| 04   | Ivan Criado    | 2002–2010 | 09       |
| 05   | Ignacio Martín | 2000–2010 | 09       |
| 06   | Álvar Enciso   | 1993–2006 | 08       |
| 07   | David Mota     | 2004–2009 | 08       |
| 08   | Rafael Álvarez | 2006–2009 | 06       |
| 09   | Jon Etxeberria | 1990–1995 | 06       |
| 10   | Jaime Nava     | 2002–2016 | 06       |

## Trainer
Folgende Personen waren Trainer der spanischen Nationalmannschaft:
| Name                     | Jahre     |
| ------------------------ | --------- |
| Enrique Gutiérrez        | 1927–1928 |
| Manuel Ordóñez           | 1931–1932 |
| José Hermosa             | 1935–1936 |
| César Palomino           | 1936      |
| Jesús Luque              | 1952–1953 |
| Juan Vázquez             | 1953–1960 |
| Arnaldo Griñó            | 1960–1966 |
| Ramón Rabassa (interim)  | 1965      |
| Alberto Serena           | 1967–1968 |
| Alfredo Calzada          | 1968–1970 |
| Gérard Murillo           | 1970–1978 |
| Morgan Thomas            | 1978–1979 |
| Luis Mocoroa (interim)   | 1979      |
| Francisco Sacristán      | 1979–1982 |
| Jesús Linares            | 1982–1984 |
| Ángel Luis Jiménez       | 1984–1986 |
| José Maria Epalza        | 1986–1989 |
| Gérard Murillo           | 1989–1993 |
| Alfonso Feijoo (interim) | 1992      |
| Bryce Bevin              | 1993–1997 |
| Alfonso Feijoo           | 1997–1999 |
| Tomás García             | 1999–2002 |
| Pierre Pérez             | 2002–2003 |
| Gerard Glynn             | 2003–2010 |
| Régis Sonnes             | 2010–2012 |
| Bryce Bevin              | 2012–2013 |
| Santiago Santos          | 2013–2023 |
| Pablo Bouza              | seit 2023 |